# Роджер Рамджет
Роджер Рамджет (англ. Roger Ramjet) — американский мультипликационный комедийный сериал, впервые вышедший в эфир в 1965-м году. Главные герои сериала — Роджер Рамджет и его Эскадрилия Американских Орлов. Сериал отличается лимитированной, зачастую условной мультипликацией, рваным ритмом повествования (с частыми и немотивированными сменами планов) и многочисленными отсылками к явлениям поп-культуры, что позволило ему завоевать популярность в разных возрастных группах.
 

## Сюжет и персонажи
Роджер Рамджет — «всемирноизвестный хороший парень», сверхпатриотичный и высокоморальный (хотя и не слишком умный) супергерой, борющийся за то чтобы сделать этот мир лучше. В борьбе ему помогают члены его Эскадрилии Американских Орлов (являющиеся в большинстве его собственными детьми) и изобретённые им Протоновые Пилюли. Пилюля даёт Роджеру «силу двадцати атомных бомб сроком на двадцать секунд», и этого, как правило, хватает чтобы разобраться со злодеями.
Пилотов Эскадрилии Американских Орлов зовут Йанк, Дудл, Дэн и Ди (игра слов, Yank, Doodle, Dan и Dee — все вместе они составляют Yankee Doodle Dandy). Несмотря на то, что все они являются детьми, каждый из них имеет собственный реактивный самолёт (за исключением Ди, самой младшей), что позволяет им принимать самое непосредственное участие в борьбе Роджера Рамджета за спасение мира. 
Злодеями в сериале выступают:
- Сумасшедший учёный, доктор Айвэн Злоделюк
- Гангстер Нудлз Романофф, «самый закоренелый из злодеев»
- Рэд Дог, «самый грязный, подлый, беспринципный и отвратительный пират в мире»
- Соленоидные роботы, говорящие «неразборчивыми» электронными голосами
- и др.

## Музыкальная тема
Главная музыкальная тема сериала является исполненной на органе мелодией Yankee Doodle, на которую положены стишки следующего содержания (исполняется детскими голосами):
Вариант 1
Roger Ramjet and his Eagles
Fighting for our freedom
Fly through in and outer space
Not to join 'em, but to beat 'em
Вольный перевод: Роджер Рамджет и его Орлы дерутся за нашу свободу, они летают здесь и там и победят кого угодно!
Вариант 2
When Ramjet takes a Proton Pill
The crooks begin to worry
They can't escape their awful fate
From Proton's mighty fury
Вольный перевод: Когда Рамджет глотает Протоновую Пилюлю, злодеи начинают нервничать! Им не уйти от своей судьбы, от Протоновой мощи им не уйти!
Вариант 3
So come and join us all you kids
For lots of fun and laughter
As Roger Ramjet and his men
Get all the crooks they're after
Вольный перевод: Присоединяйтесь к нам, детишки, если хотите посмеяться и повеселиться! Роджер Рамджет и его команда победят всех негодяев!
Припев
Roger Ramjet, he's our man
Hero of our nation
For his adventures just be sure
And stay tuned to this station
Вольный перевод: Роджер Рамджет, наш чувак, герой нашей нации! Следите за его приключениями и не переключайтесь!

## Список эпизодов
- Dr. Evilkisser
- The Sheik
- Bat Guy
- The Shaft
- Kokomo
- Baseball
- The Cowboy
- Dee Kidnap
- Drafted
- TV Crisis
- Miss America
- The Pirates
- Revolution
- Torture
- The Race
- Jack the Nipper
- Ma Ramjet
- The Cockroaches
- Moon
- Hi Noon
- Bank Robbers
- Sun Clouds
- Football
- Bullfighter
- Bathysphere
- Skydiving
- Monkey
- Dr. Frank N. Schwein
- The Martins and the Coys
- Planets
- Orbit
- Tennis
- Werewolf
- Flying Saucers
- Skateboards
- Scotland Yard
- Long Joan Silver
- Moonshot
- Treasure in Sierra's Mattress
- Tarzap
- Comics
- Jet Boots
- Little Roger
- Cycles
- Air Devil
- Spy in the Sky
- Hollywood
- Track Meet
- Surf Nuts
- Dry Dock
- Machines
- Coffee
- Stolen
- Assassins
- Genie
- Airplane
- Woodsman
- K.O. at the Fun Fight Corral
- Mars
- Puck
- Pirate Gold
- Fox
- Super Mother
- Dr. What
- Party
- Large Leslie
- Gamey
- Time Machine
- Horse
- Pool
- Ancestors
- Hoop-dee-Doo
- Big Woof
- Robot Plants
- Robot Plot
- Turkey
- Fishing
- Purloined Pinky
- Snow
- Ripley
- Monster Masquerade
- Lompoc Diamond
- School
- Vaudeville
- Coffee House
- Pirate Games
- Horse Race
- Missing
- Dentist
- Rip Van Ramjet
- Desert Ox
- Ad Game
- Lotsa Pizza
- Land Rush
- Show Business
- The Catnapper
- Opera Phantom
- Pies
- Small World
- Cousin
- Doodle League
- Ark
- Sauce
- Whale
- For the Birds
- Abominable Snowman
- Hero Training
- Lompoc Cannonball
- Safari
- Tiger
- Rodeo
- Dumb Waiter
- Blast Off
- Twas the Night Before
- Portrait of Roger
- Prince and the Doodle
- Water Sucker
- Volcano
- Limberlost
- General Kidnap
- Drought
- How's Your Pass?
- Rabbit Man
- Pill Caper
- Three Faces of Roger
- Private Eye
- Espionage Express
- Winfield of the Infield
- Branch Office
- Wedding Bells
- Bunny
- Hynochick
- Doctor
- Jolly Rancher
- Little Monster
- Flying Town
- Daring Young Man
- Crown Jewels
- April Fool
- Dry Sea
- Pay Cut
- Killer Doodle
- Polar Bear
- Ruggers
- Nut
- The Law
- Hassenfeffer
- Manhole
- Blockbuster
- Sellout
- Scout Outing
- Love
- Decorator
- Lompoc Lizards
- Blunderosa
- General Doodle

## Телевизионные трансляции
Роджер Рамджет впервые вышел на экран в 1965. Затем показывался на следующих каналах:
- NBC с 1978 по 1986 гг.
- Nickelodeon с 1988 по 1994 гг.
- Cartoon Network с 1994 по 1997 гг.
- BBC с 1979 по 1994 гг.
- Sky Channel с 1985 по 1989 гг.
- ABC в 1966-м году, и с тех пор периодически запускается в ротацию.
- отобранные эпизоды транслируются на Crackle

## Авторы
- Режиссёр: Fred Crippen
- Сценарий: Gene Moss, Jim Thurman
- Мультипликаторы: Don Schloat, Alan Zaslove, Bill Hutton, George Nicholas, Fred Crippen
- Художник по фонам: Jack Heiter
- Художник заливки: Constance Crawley
- Операторы: Roger Brown, Jerry Smith, Larry Hogan
- Редактор: Dee Futch
- Исполнительный продюсер: Kenneth C.T. Snyder

## Релиз на DVD
8 февраля 2007 года вышло издание на 3-х дисках Roger Ramjet: Hero Of Our Nation (Special Collector's Edition), в которое вошли 119 из выпущенных 156 эпизодов.
Другое издание включает в себя 2 диска, на которых представлены 30 эпизодов, не вошедших в издание 2007 года: Roger Ramjet: Hero Of Our Nation и Roger Ramjet: Man Of Adventure (оба вышли на Российском рынке под названиями «Роджер Рамджет — герой нации» и «Роджер Рамджет в поисках приключений»).
Однако семь эпизодов по-прежнему не изданы на DVD (инфонмация на Ноябрь 2007 года): «Scotland Yard», «Bunny», «Jolly Rancher», «Air Devil», «Dry Dock», «Machines», и «Stolen».